# Коліньки
Колі́ньки —  село в Україні,  у Решетилівській міській громаді Полтавського району Полтавської області. Населення становить 0 осіб. До 2020 орган місцевого самоврядування — Лиманська Друга сільська рада.

## Географія
Село Коліньки знаходиться на відстані 1 км від села Білаші та за 2 км від села Лиман Другий. Поруч проходить автомобільна дорога Т 1720.

## Історія
12 червня 2020 року, відповідно до розпорядження Кабінету Міністрів України № 721-р «Про визначення адміністративних центрів та затвердження територій територіальних громад Полтавської області», село увійшло до складу Решетилівської міської громади.
19 липня 2020 року, в результаті адміністративно - територіальної реформи та ліквідації Решетилівського району, село увійшло до складу новоутвореного Полтавського району Полтавської області.